# El caçador d'ocells
El caçador d'ocells (títol original en anglès, The Birdcatcher) és una pel·lícula del 2019 dirigida pel cineasta britànic Ross Clarke i escrita per Trond Morten Kristensen. Ambientada a la Noruega ocupada pels nazis, suposadament basada en un conjunt de casos reals, és protagonitzada pel personatge d'Esther, una noia jueva, que viu disfressada de nen en una granja noruega. S'ha doblat al català.
L'actriu danesa Sarah-Sofie Boussnina interpreta Esther, mentre que Jakob Cedergren interpreta el granger i col·laboracionista noruec Johann. La seva dona Anna (Laura Birn) té en secret una aventura amb un oficial alemany (August Diehl).

## Premis i festivals
- Guanyadora: Millor fotografia i millor llargmetratge, Premi del Cinema Europeu 2019[5]
- Guanyadora: millor pel·lícula internacional, millor actriu (Sarah-Sofie Boussnina), millor actor secundari (Jakob Cedergren), millor so i millor director de fotografia, Festival de Cinema Garden State 2019
- Guanyadora: Millor llargmetratge, Festival de Cinema del Hill Country 2019
- Nominada - Millor llargmetratge nòrdic, Festival Internacional de Cinema de Santa Barbara 2019